# گالری ملی پراگ

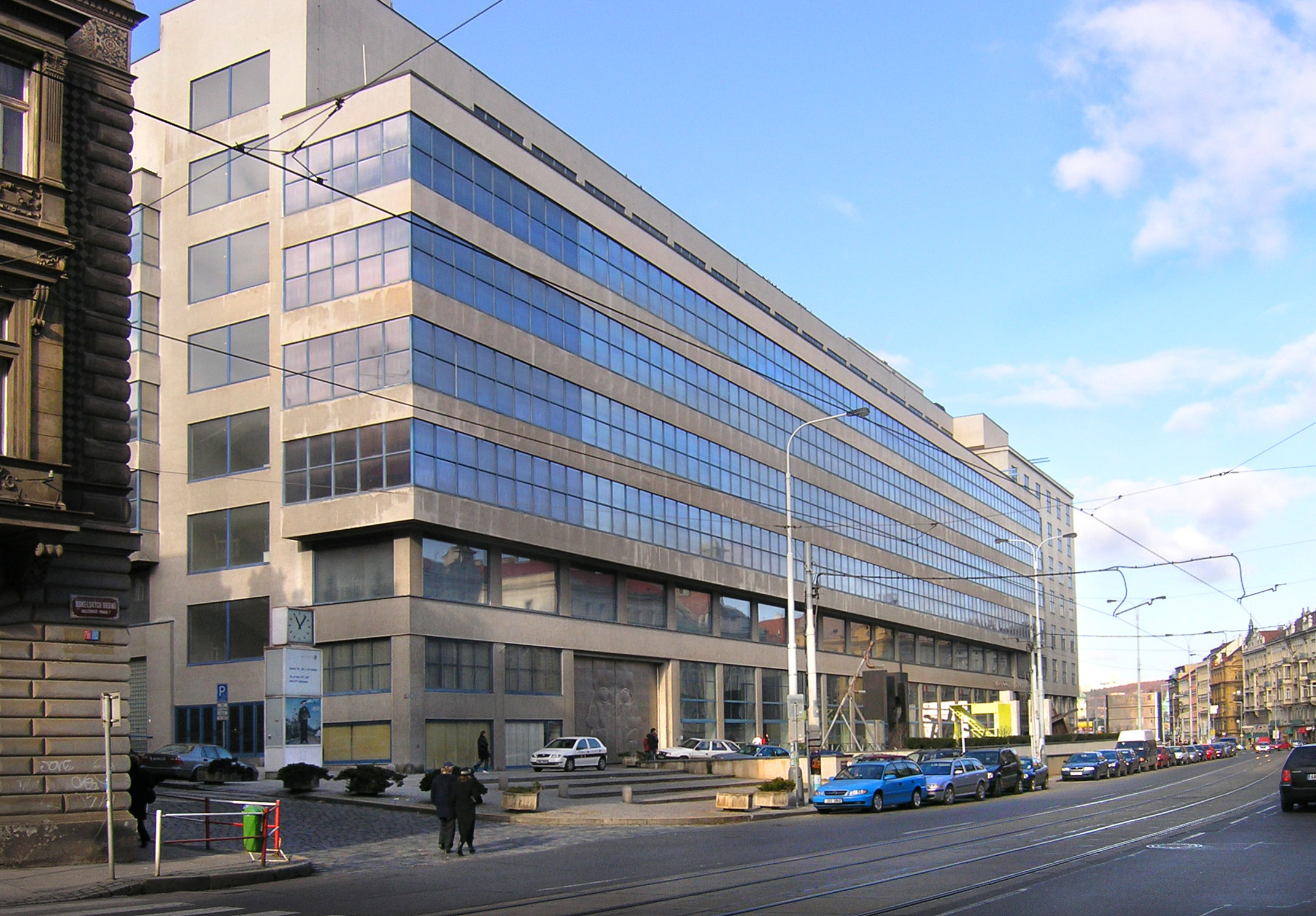
نمایی از یکی از ساختمان‌های گالری ملی پراگ با معماری کارکردگرایانه.

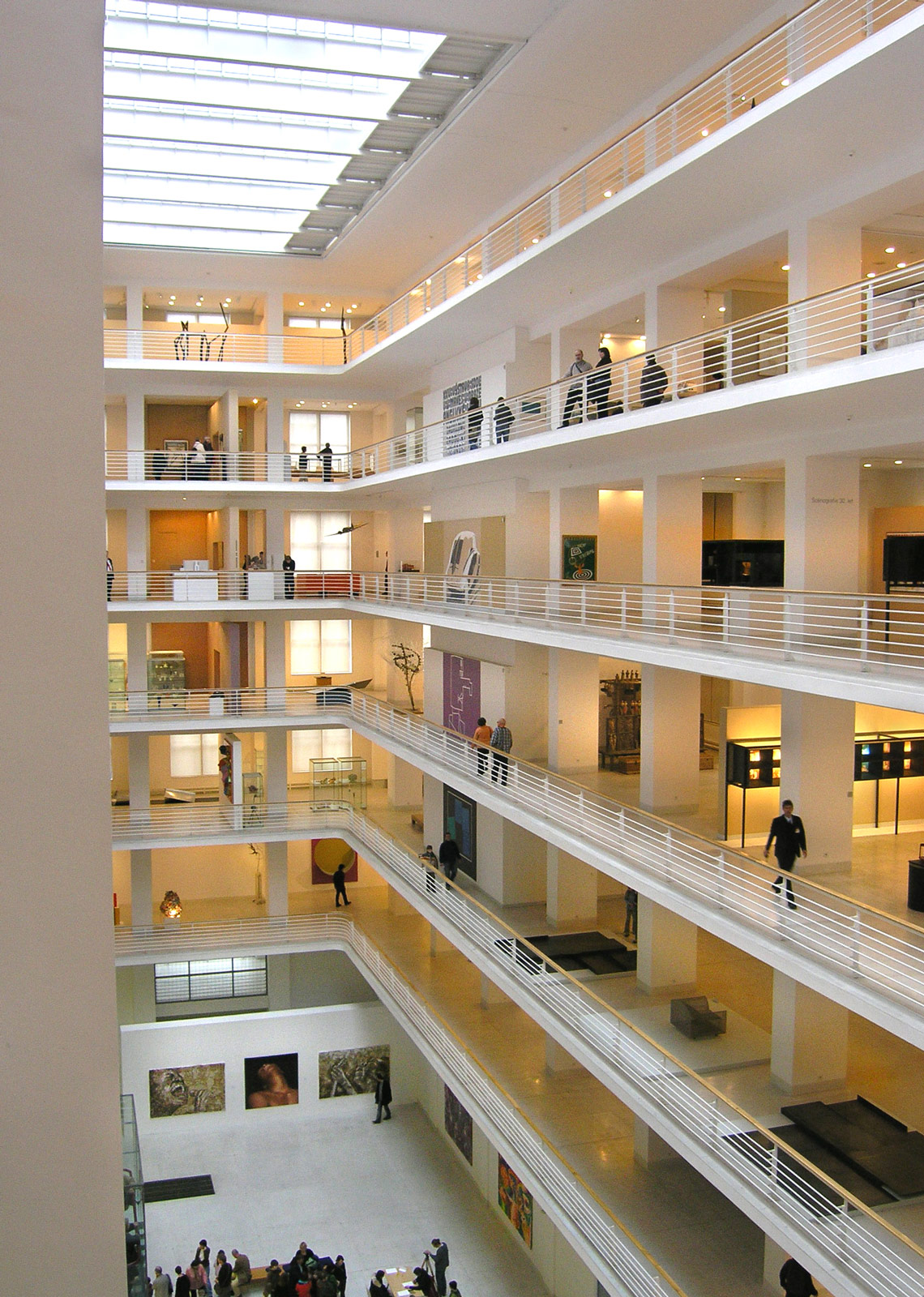
نمایی از داخل موزه.

گالری ملی پراگ (به چکی: Národní galerie v Praze)، یک گالری ملی در شهر پراگ در جمهوری چک است که یکی از جامع‌ترین کلکسیون‌های شناخته‌شده از نقاشی‌های هنری کلاسیک و معاصر اروپای مرکزی را در اختیار دارد.

## نگارخانه

دوشیزه ۱۹۱۳ م. اثر گوستاو کلیمت
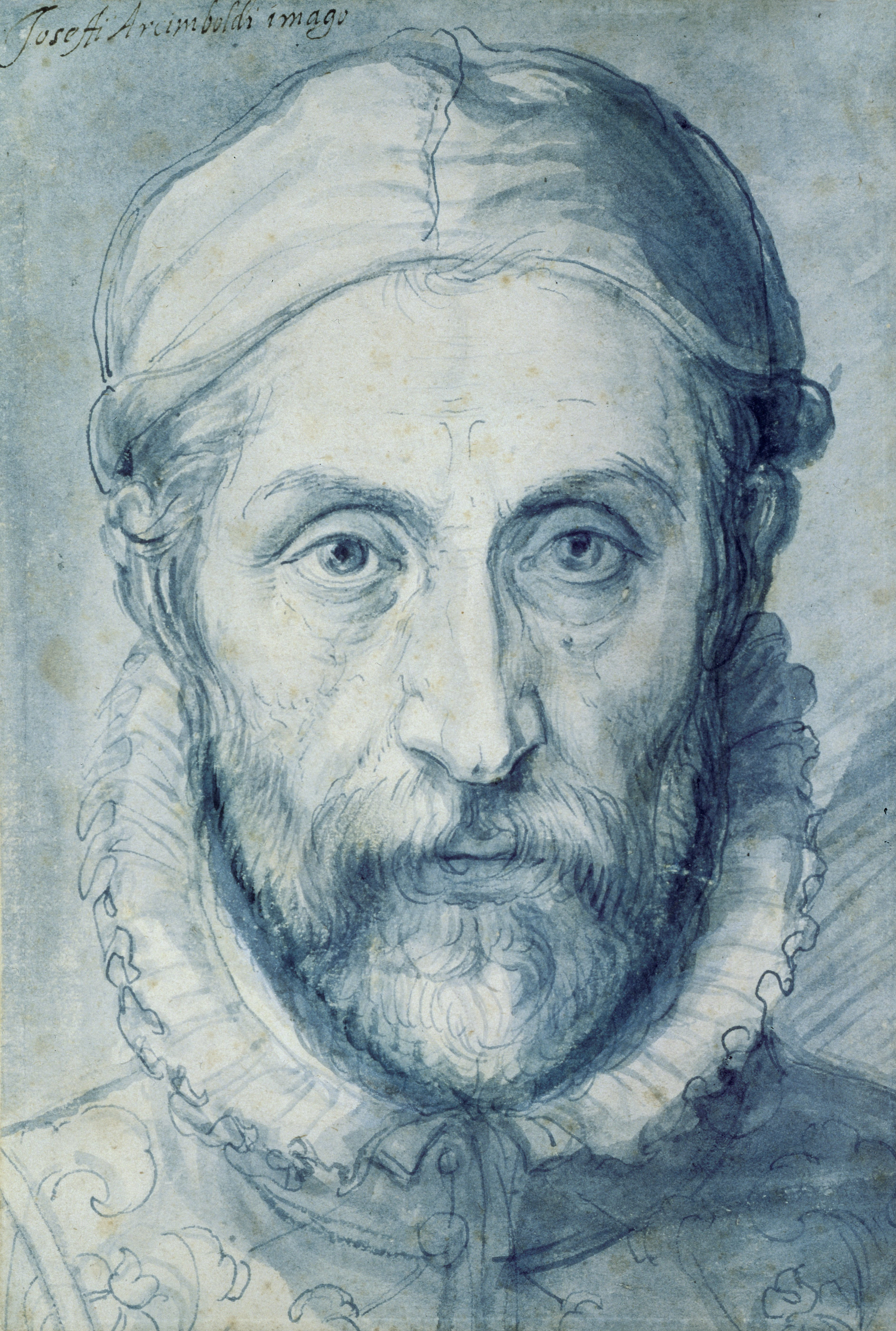
خودنگاره ۱۵۷۰ م. اثر جوزپه آرچیمبولدو
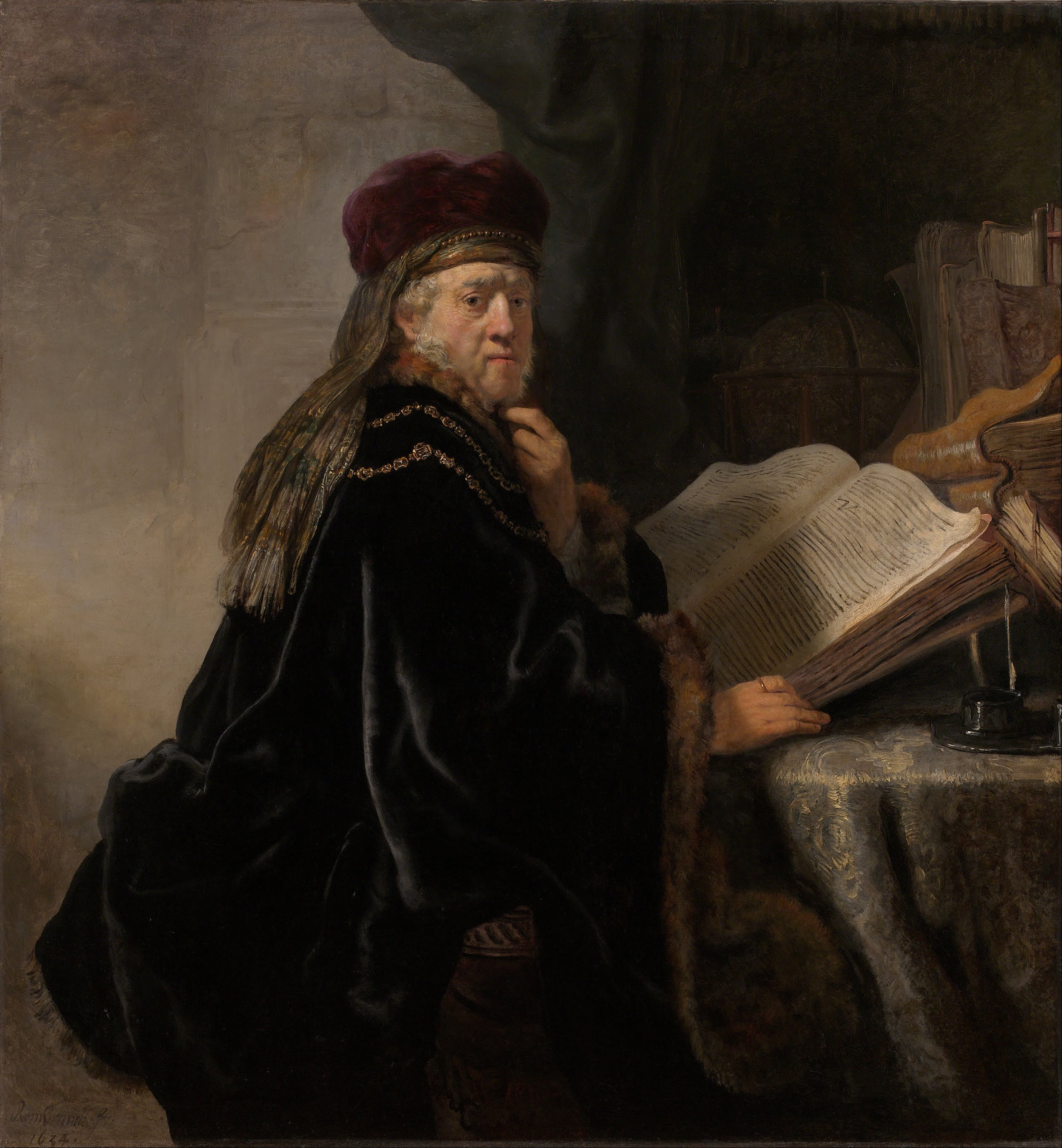
عارفی در حینِ مطالعه ۱۶۳۴ م. اثر رامبرانت
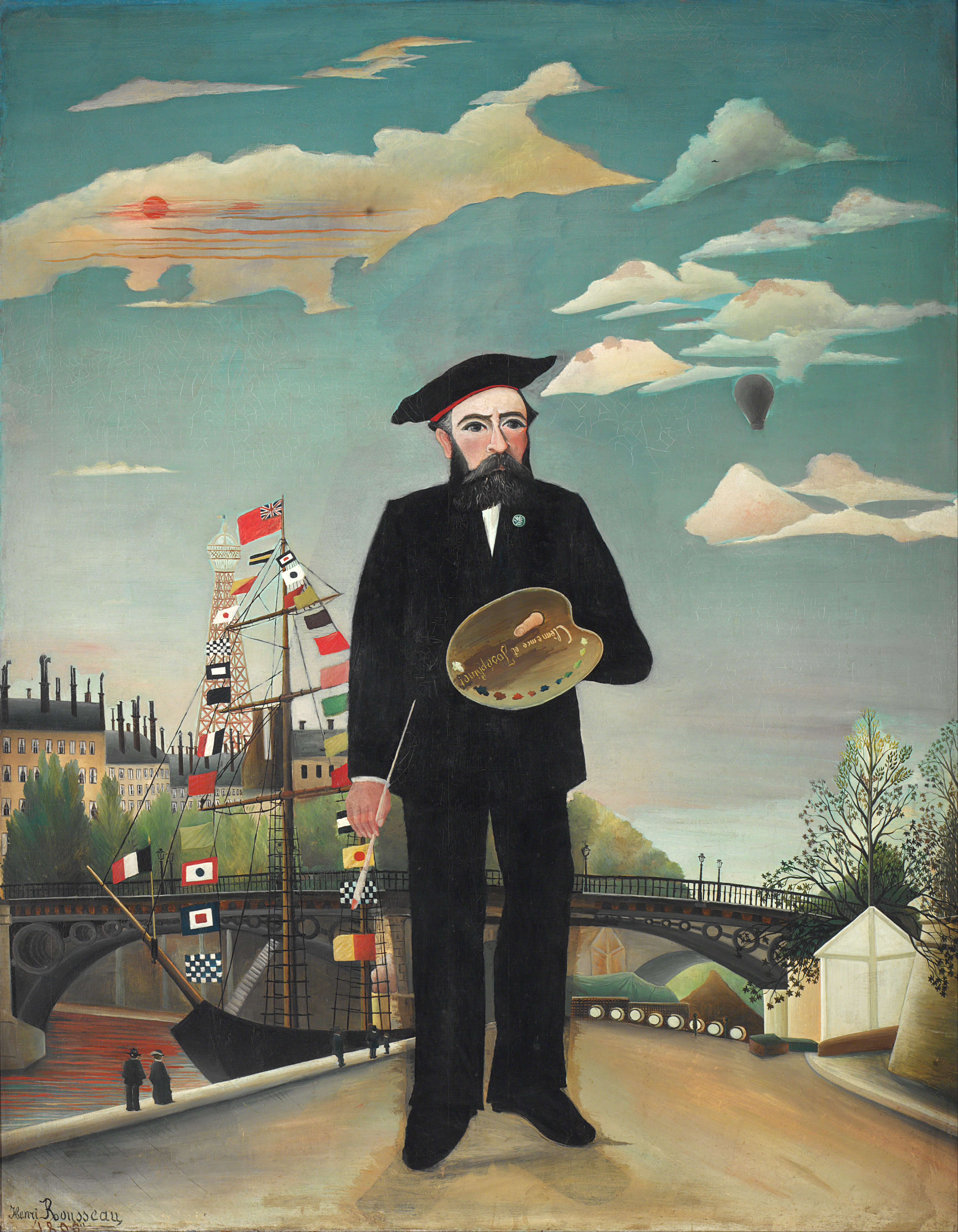
خودنگاره ۱۸۹۰ م. اثر آنری روسو
قتل خانگی ۱۸۹۰ م. اثر جاکوب شیکاندر
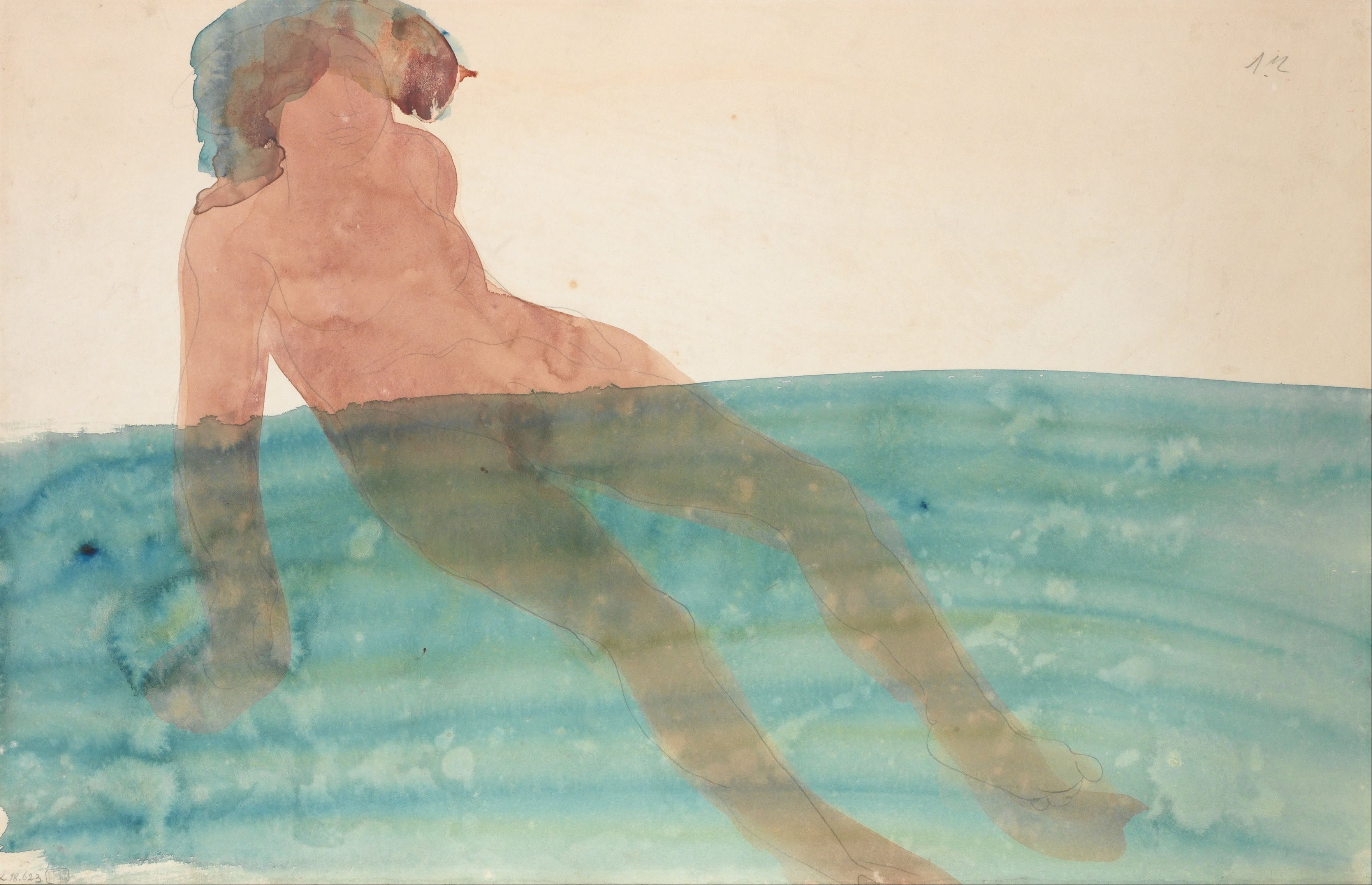
زنی حین آب‌تنی مابین ۱۹۰۰ تا ۱۹۰۲ م. اثر اگُوست رودن
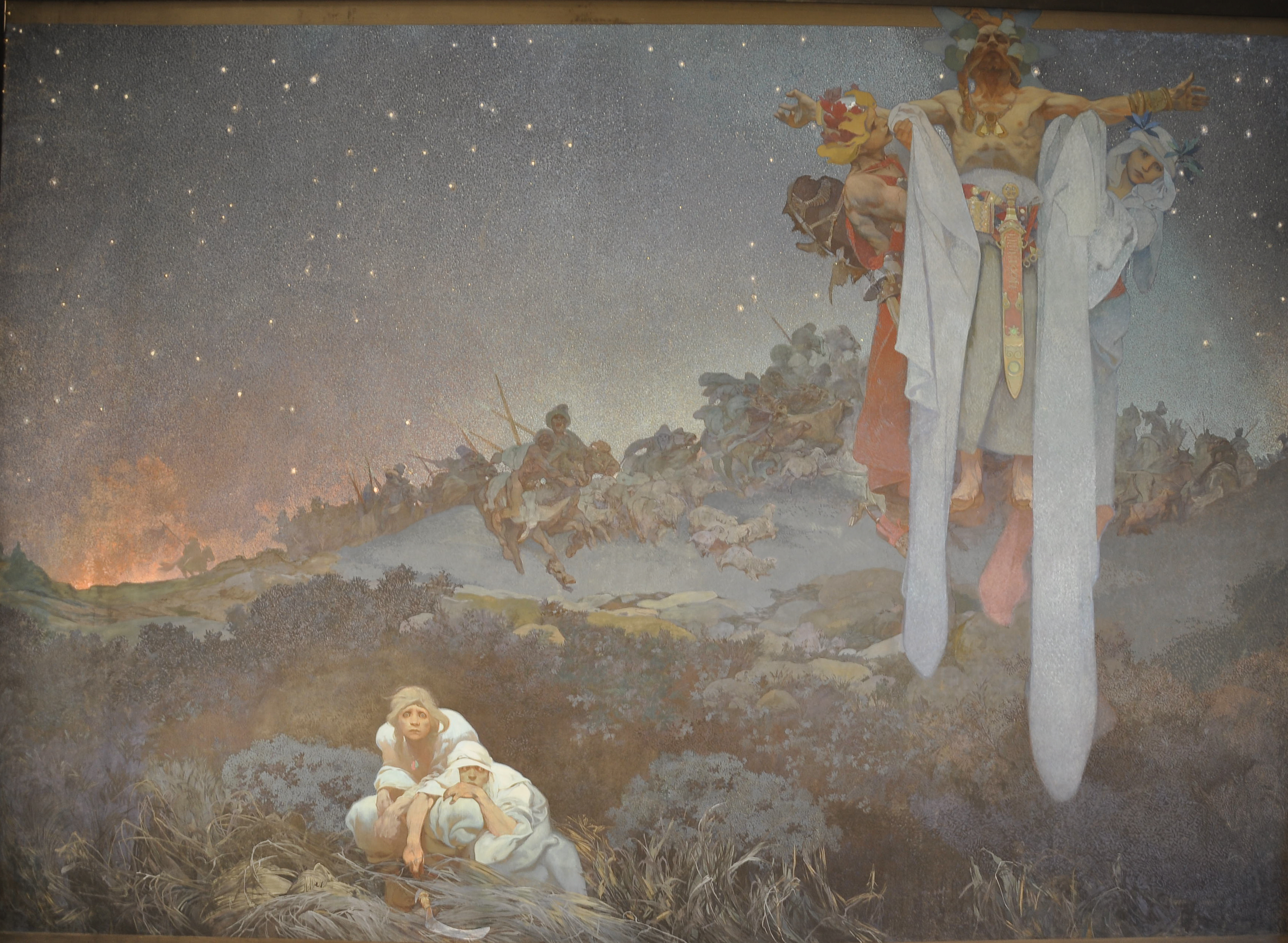
حماسهٔ اسلاو ۱۹۱۲ م. اثر آلفونس موخا
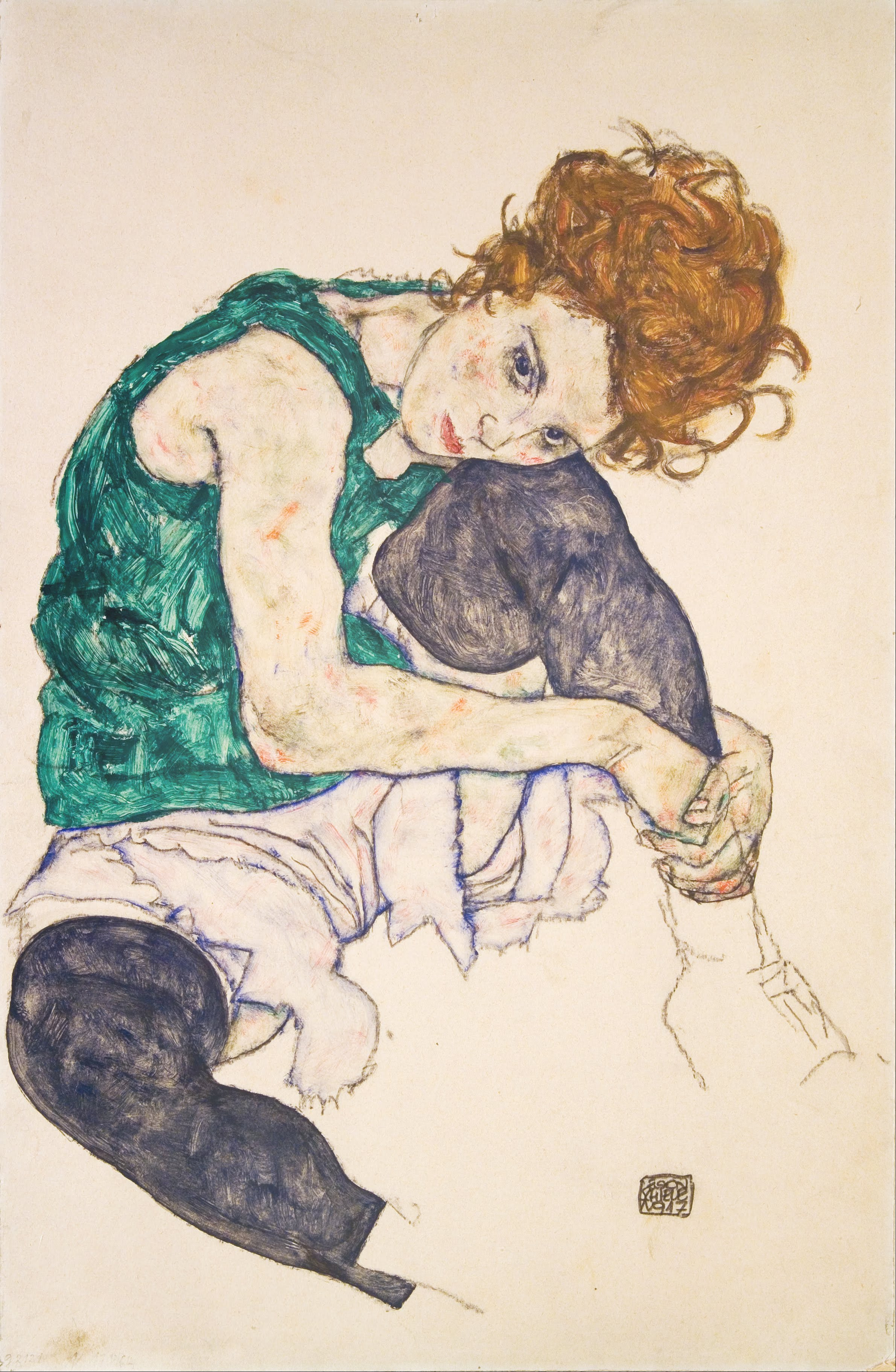
ادل هِرمِس
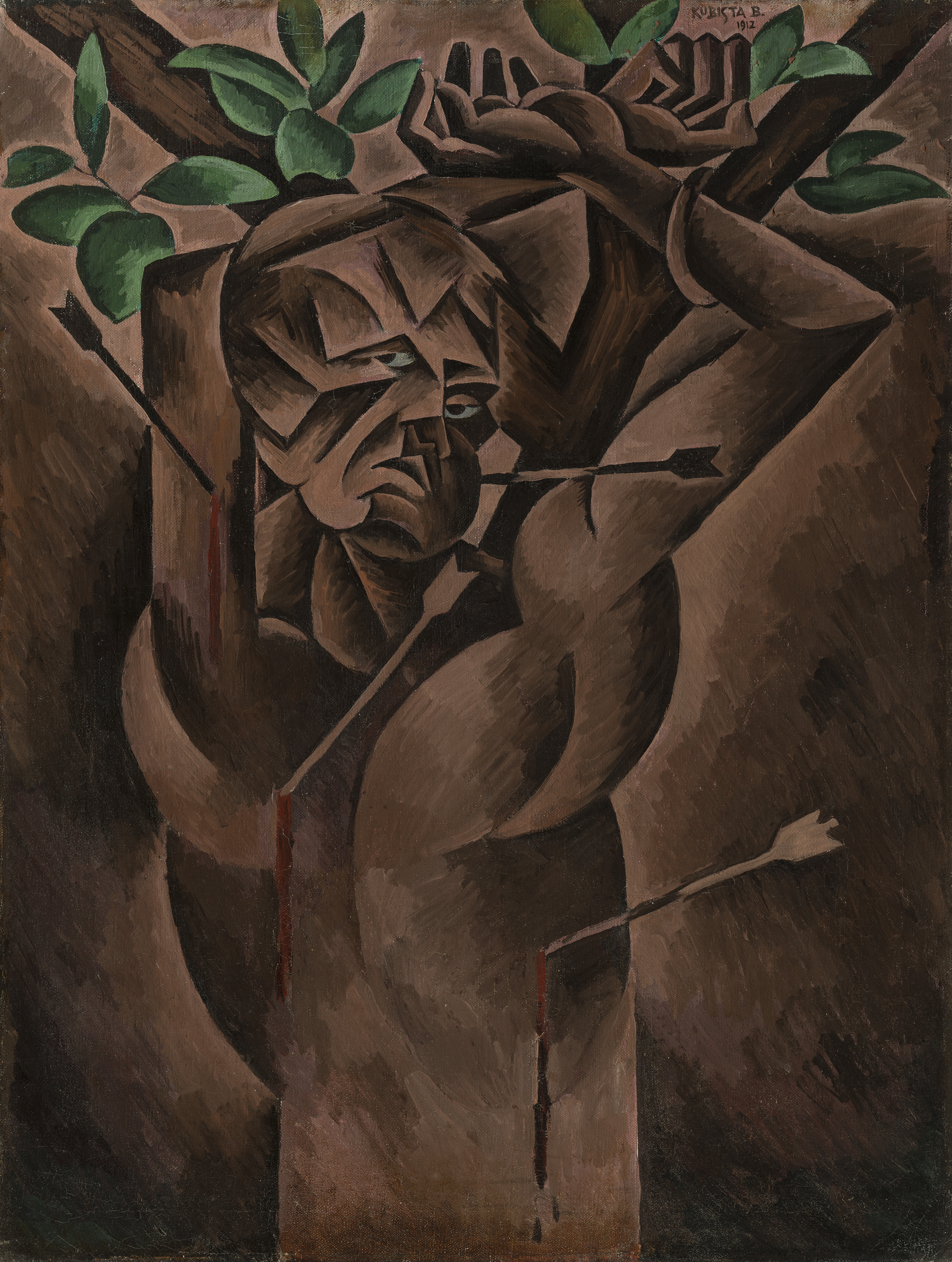
۱۹۱۷ م.
اثر اگون شیله